# 利氏硬骨舌魚
利氏硬骨舌魚（學名：Scleropages leichardti），又名星點珍珠龍魚，為輻鰭魚綱骨舌魚目骨舌魚科的其中一種，為熱帶淡水魚，分布於澳洲昆士蘭東部及南部淡水流域，本魚體延長，身體非常扁平，背部幾乎完全平坦，突出的下顎有一對短鬚，口斜裂，背鰭位於其長身體尾部體色褐色至橄欖色，帶有銀色光澤，大多數鱗片上有1-2個橙色至粉紅色斑點，背鰭和臀鰭呈深灰色，邊緣為黑色，並帶有小粉紅色斑點，體長可達130公分，體重可達15公斤，棲息在靜止或流動緩慢的溪流底中層水域，以昆蟲、魚類、甲殼類等為食，性情凶猛火爆，可做為觀賞魚，但混養需謹慎，因為牠可以將比自己大得多的魚打成重傷。

## 扩展阅读
維基物種上的相關：利氏硬骨舌魚